# パオラ・アンプディア
パオラ・アンプディア（Paola Ampudia、1988年8月5日 - ）は、コロンビアの女子バレーボール選手。ポジションはオポジット。コロンビア代表。

## 来歴
2005年、コロンビア代表に初選出される。同年に開催されたボリビアン・ゲームズで銅メダルを獲得した。2007年にミズーリ大学コロンビア校に進学し、卒業後はプエルトリコ、イタリア、ポーランドなどのクラブリーグを経て、現在はペルーのTupac Amaruで活躍している。

## 球歴
- 南米選手権 - 2009年、2011年、2013年、2015年
- ワールドグランプリ - 2015年

## 所属クラブ
- ミズーリ大学コロンビア校（2007-2010年）
- Leonas de Ponce（2011年）
- スカボリーニ・ペーザロ（2011-2012年）
- イトゥサチ・バクー（2012年）
- Organika Budowlani Łódź（2012-2013年）
- Jakarta Electric PLN（2013-2014年）
- Tupac Amaru（2014-2015年）